# Juana Francisca Cabral
Juana Francisca Cabral (Corrientes, 21 de agosto de 1818-Buenos Aires, 24 de marzo de 1901), hija de Pedro Dionisio Cabral y Leocadia Latorre Rolón, fue una de las fundadoras de la primera Sociedad de Beneficencia de su ciudad natal. El Hospital de Mujeres “Santa Rita” fue su gran obra, para la que donó una hectárea del ejido urbano de la ciudad de Corrientes, comprendida entre las calles Bolívar, Córdoba, Belgrano y Catamarca.
Haciéndose cargo de todos los gastos ordenó construir dicho Hospital, y lo hizo equipar, incluyendo la Capilla “Santa Rita”.
Fue una de las damas más benefactoras de la sociedad correntina de todos los tiempos.
Falleció el 24 de marzo de 1901, a los 82 años en la ciudad de Buenos Aires, dejando al municipio 4.000 pesos para el mantenimiento del Hospital, que llevó su nombre desde ese mismo año, un mes y medio después de su fallecimiento.

## Biografía
Juana Francisca Cabral fue hija del dos veces gobernador de Corrientes, don Pedro Dionisio Cabral, y doña Leocadia Latorre Rolón.
Fue fundadora de la primera Sociedad de Beneficencia de la ciudad de Corrientes, cuya presidencia ejerció por varios años y de las Asociaciones de Amigos del Estudio y la Cruz Roja.
Para construir el "Hospital de Mujeres" donó una manzana urbana de la ciudad de Corrientes, comprendida entre las calles Bolívar, Córdoba, Belgrano y Catamarca; este terreno fue heredado de sus padres, quienes allí tenían una curtiembre.
Haciéndose cargo de todos los gastos ordenó construir dicho Hospital, y lo hizo equipar, incluyendo la Iglesia “Santa Rita”, bajo cuya advocación colocó al Hospital.
En el año 1882 fundó el Hospital "Santa Rita", tal como figura en la placa conmemorativa de la fachada del actual Instituto de Cardiología de Corrientes "Juana Francisca Cabral".
Durante diez años se hizo cargo económicamente del Hospital de Mujeres, después pasó a depender de la Municipalidad de Corrientes y más tarde del Gobierno de la Provincia de Corrientes. En tanto la iglesia Santa Rita fue donada a la Curia, actual Arquidiócesis de Corrientes.
También contribuyó, junto con su madre, a la construcción de la Catedral, del templo de la Cruz de los Milagros, y de varias obras del Convento Franciscano. Fue asimismo, la contribuyente casi única en la creación del Colegio San José, de la ciudad de Corrientes.
El 10 de mayo de 1901, un mes y medio después del fallecimiento ocurrido el 24 de marzo de 1901, al Hospital de Mujeres de la ciudad de Corrientes, se le impone el nombre Hospital "Juana F. Cabral", por ordenanza del Municipio, cuyo predio fuera donado por ella, como otros tantos bienes.
También el Hospital Geriátrico de Agudos lleva su nombre, ubicado en el mismo predio, donado para la construcción del Hospital de Mujeres y de la Capilla Santa Rita.